# Baumgarten Sándor
Baumgarten Sándor (Dunaföldvár, 1864. január 21. – Budapest, 1928. május 31.) zsidó származású magyar építész. A 20. század elejének egyik (ha nem a) legtermékenyebb magyar építésze volt, aki elsősorban szecessziós stílusban a források szerint körülbelül 300 magyarországi épületet tervezett, amelyeknek jelentős része iskola volt. Halála után elfeledték, napjainkban csak a budapesti Vakok Általános Iskolájának épülete általánosan ismert munkái közül.

## Élete
Középiskoláit, továbbá műegyetemi tanulmányait Budapesten végezte, ahol 1888-ban nyert építészeti oklevelet. Utána hat évig Steindl Imre, Hauszmann Alajos és Weber Antal építőművészek mellett működött. Közben tanulmányutakon volt Német-, Francia- és Olaszországban. Egyike a legtevékenyebb magyar építőművészeknek. Számos pályázaton vett részt, többi között a budapesti áru- és értéktőzsde tervpályázatán II. díjat nyert. Legjelentékenyebb alkotásai: a Budapesti Tudományegyetem központi épületének Egyetem téri része Mária Terézia korabeli barokk stílusban, továbbá az Erzsébet nőiskola és a Vakok Állami Intézete, mindkettő magyaros stílusban, a Niedermann-féle szanatórium. A budapesti postatakarékpénztár épületének tervét Lechner Ödönnel közösen készítette. Mint királyi közalapítványi igazgató működött Budapesten.
Az 1929-ben megjelent Magyar zsidó lexikon úgy tudja, hogy mintegy háromszáz (!) budapesti és vidéki iskolát tervezett. A Nemzeti Örökség Intézete honlapján pedig a következő olvasható: „Összesen 37 óvodát, 118 elemi iskolát, 45 gimnáziumot és más középiskolát, 21 tanítóképzőt és 84 egyéb (polgári fiú- és leányiskolát, kereskedelmi és felsőkereskedelmi iskolát, bábaképzőt és siketnéma intézetet) tervezett.” (Ezek összesen 305 épületet jelentenek.)
1928-ban hunyt el 64 éves korában. A Fiumei úti sírkertben helyezték nyugalomra.

## Ismert épületeinek listája
- 1897–1900: a Királyi Magyar Egyetem téri központi épülete, ma: Eötvös Loránd Tudományegyetem Állam- és Jogtudományi Kar (ELTE-ÁJK), Budapest, Egyetem tér 1–3.[8][9] – Szkalnitzky Antallal, Weber Antallal, Herczegh Zsigmonddal és Lippert Józseffel közösen[10]
- 1899: Mezőtúri Református Kollégium Általános Iskolája, Mezőtúr, Kossuth Lajos u. 2.
- 1899: Leánygimnázium (ma: Karcagi Szakképzési Centrum Teleki Blanka Gimnáziuma, Szakgimnáziuma és Kollégiuma), Mezőtúr, Dózsa György út 17. – Herczegh Zsigmonddal közösen
- 1898–1903: Lakóház, Budapest, 1143 Ida utca 8[11]
- 1898–1903: Lakóház, Budapest, 1143 Ida utca 6[11]
- 1899–1904: Vakok Általános Iskolájának épülete, Budapest, Ajtósi Dürer sor 39.
- 1901: Magyar Királyi Postatakarékpénztár, Budapest, Hold u. 4. – Lechner Ödönnel közösen
- 1901–1902: Erzsébet Nőiskola, ma: Teleki Blanka Gimnázium, Budapest, Ajtósi Dürer sor 37.
- 1901–1903: Fölsőbb Leányiskola, ma: Tömörkény Gimnázium, Szeged, Tömörkény u. 1.[12]
- 1902: Elemi iskola, ma: Szent János Apostol Katolikus Általános Iskola, Budapest, Tanoda tér, 1043[13] – Herczegh Zsigmonddal közösen
- 1902: Toldi Miklós utcai elemi iskola, később: Langlet Valdemár Általános és Felnőttképző Iskola, 2008-tól Bródy Imre Gimnázium, Budapest, Langlet Waldemár utca 1-5.[14][15]  – Herczegh Zsigmonddal közösen
- 1902: Erzsébet utcai elemi iskola, később: Bródy Imre Gimnázium, 2008 óta üresen áll, Budapest, Attila utca 8-10.[15] – Herczegh Zsigmonddal közösen
- 1902: Elemi iskola, később: Bay Zoltán Szakközépiskola, Budapest, Lőrinc utca 40.[16] – Herczegh Zsigmonddal közösen
- 1902: Siketnémák Országos Tanintézete, ma: Cházár András EGYMI, Vác
- 1902–1904: Szent Imre-templom, Rönök[17]
- 1902–1903: Tanítók háza, Kolozsvár – Herczegh Zsigmonddal közösen
- 1904: Niedermann-féle szanatórium, később: Észak-pesti Kórház, Budapest, Rákospalota[18][19]
- 1904: Tanítóképző Iskola, Kiskunfélegyháza, ma: Kiskunfélegyházi Szent Benedek PG Két Tanítási Nyelvű Technikum és Kollégium, Kiskunfélegyháza, Kossuth utca 24.[20]
- 1907: elemi iskola, ma: Bókay Árpád Általános Iskola, 1181 Budapest, Wlassics Gyula utca 69. – Herczegh Zsigmonddal közösen[21]
- 1908: Római katolikus főgimnázium, Sátoraljaújhely[8]
- 1908: Református Kollégium, Marosvásárhely[8]
- 1909: Petőfi Sándor Evangélikus Gimnázium, Bonyhád[8]
- 1909: Evangélikus gimnázium, Rozsnyó[8]
- 1909: Állami gimnázium, Szigetvár[8]
- 1911: az egyházmegye bérháza a kápolnával, Esztergom[8]
- 1911–1912: reálgimnázium, Budapest, Jurányi utca 1-3.[22]
- 1912: Piarista Gimnázium, Tata[8]
- 1912: Piarista Gimnázium, Máramarossziget[8]
- 1912: a Külgazdasági és Külügyminisztérium régi részének "B" és "C" épülete, Budapest, Bem tér[23]
- 1913: a jezsuita rend internátusa és bérháza, Szatmárnémeti[8]
- 1914: állami gimnázium, Szilágysomlyó[8]
- ?: Református gimnázium, Nagykőrös[24]
- ?: Gimnázium, Szilágysomlyó[24]

## Képtár

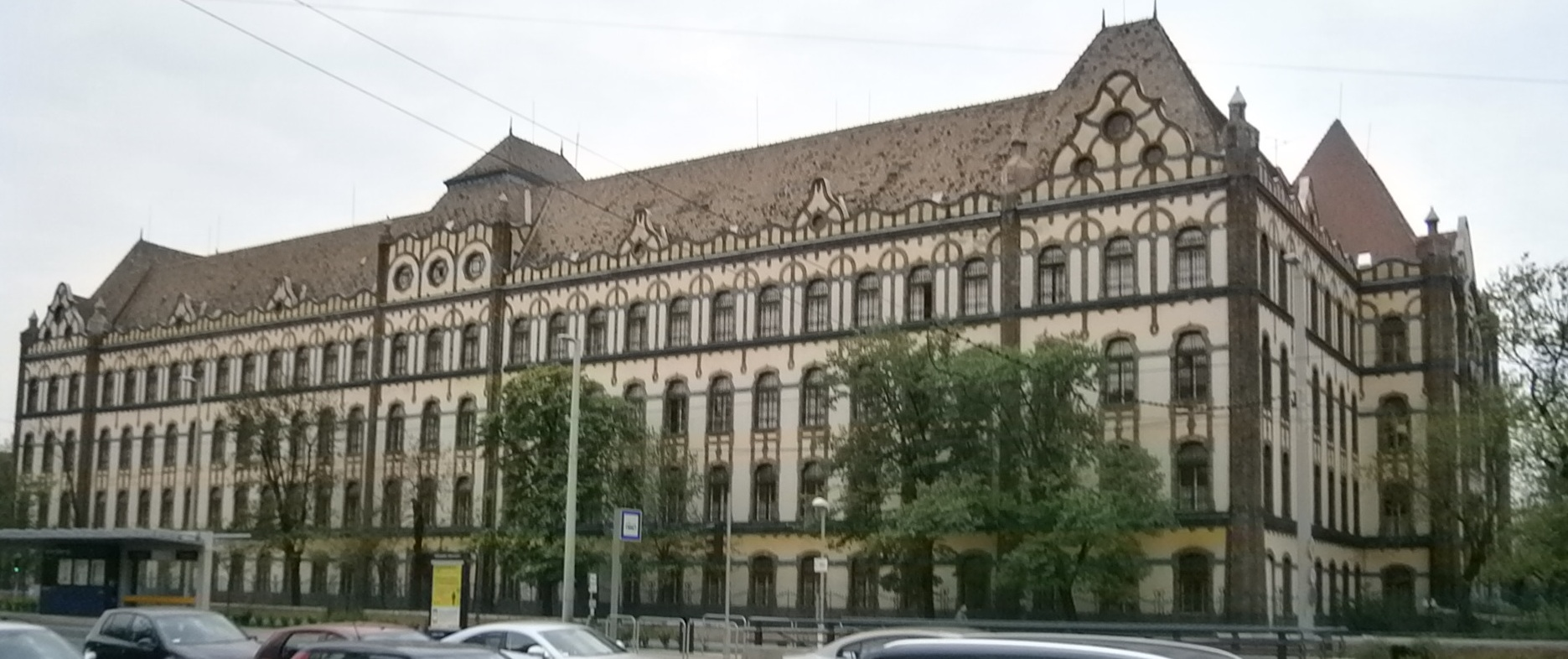
Vakok Országos Intézete, Budapest
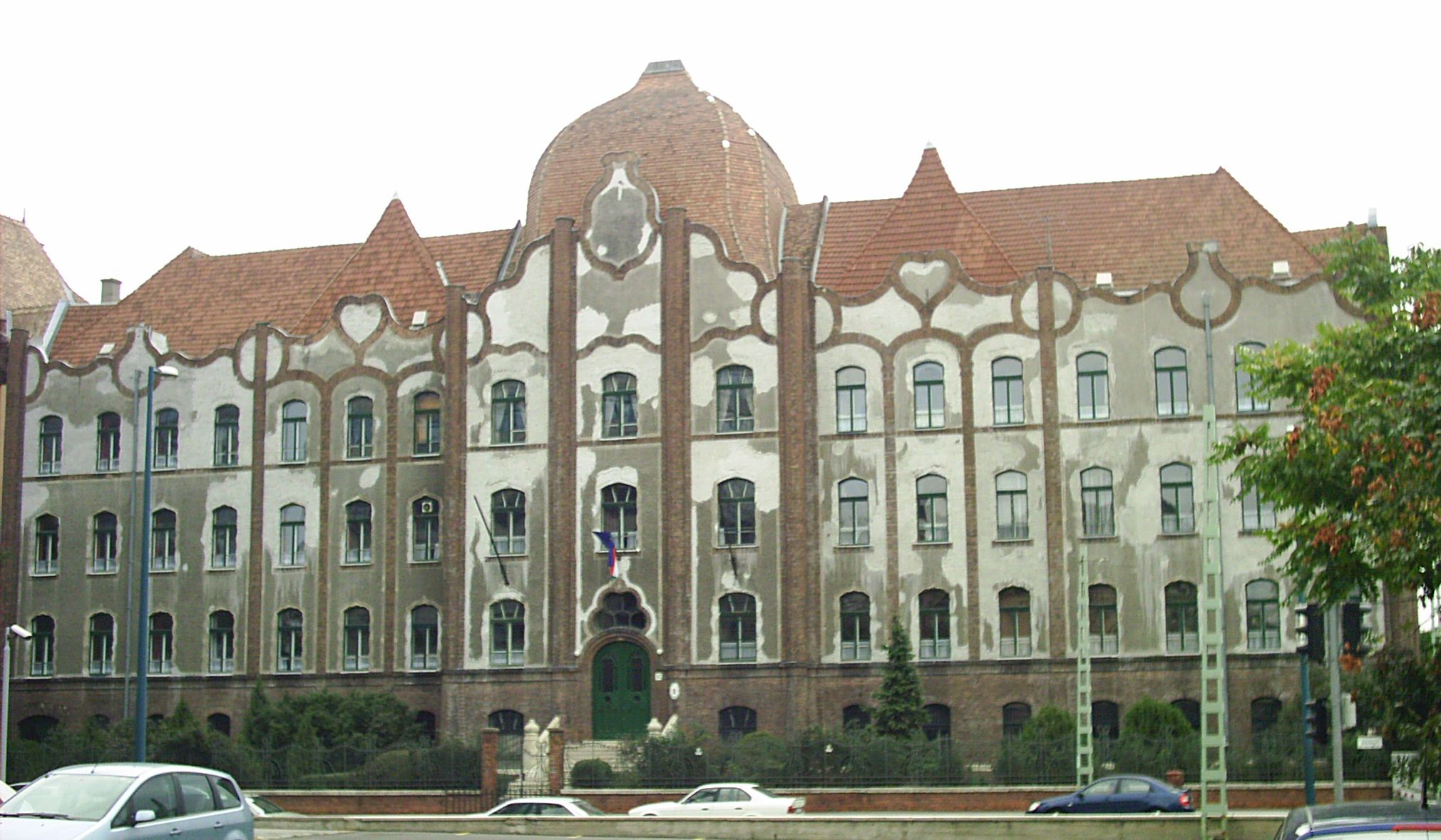
Az Erzsébet nőiskola, ma Teleki Blanka Gimnázium, Budapest
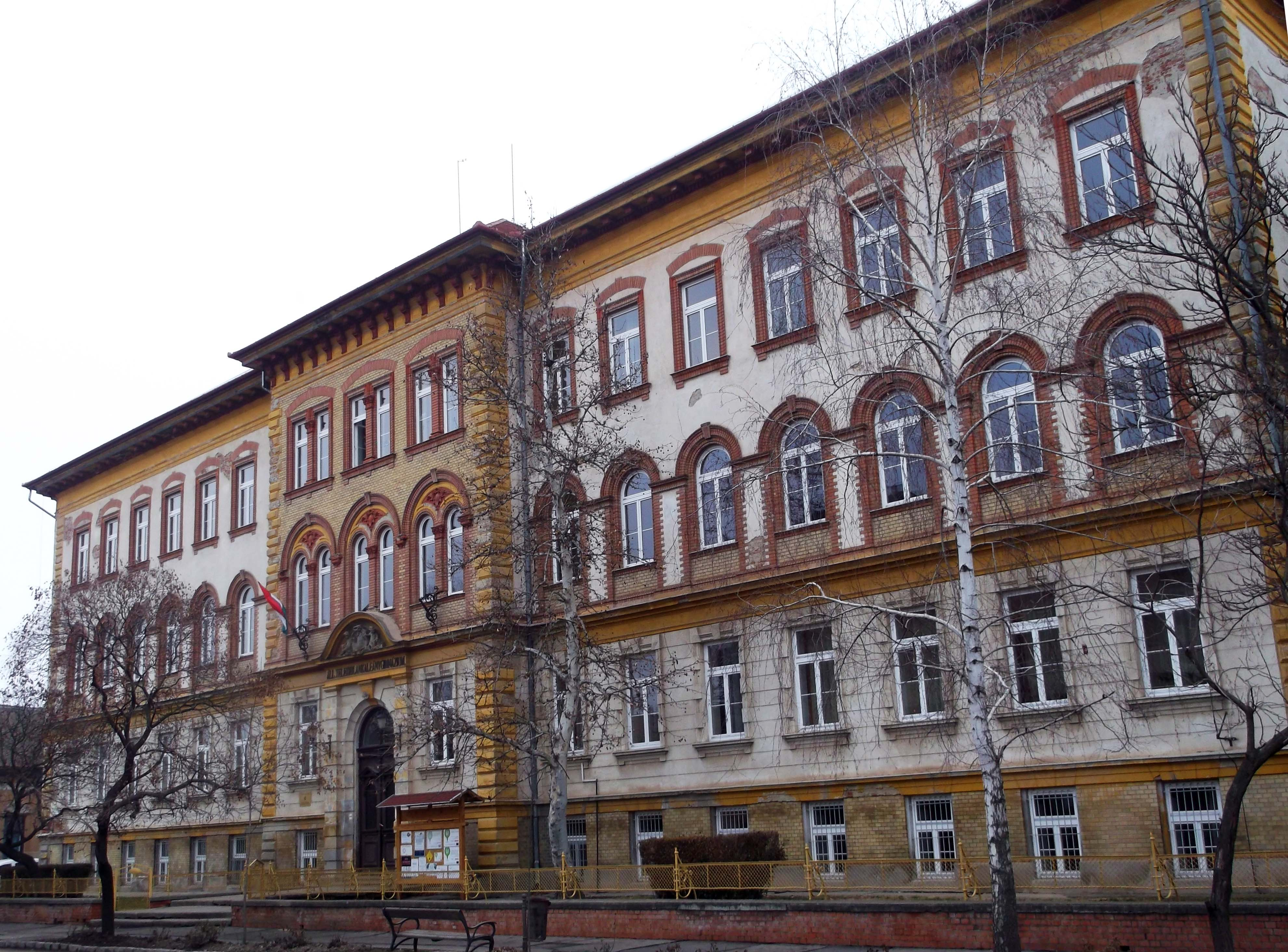
Karcagi SzC Teleki Blanka Gimnáziuma, Szakgimnáziuma és Kollégiuma, Mezőtúr
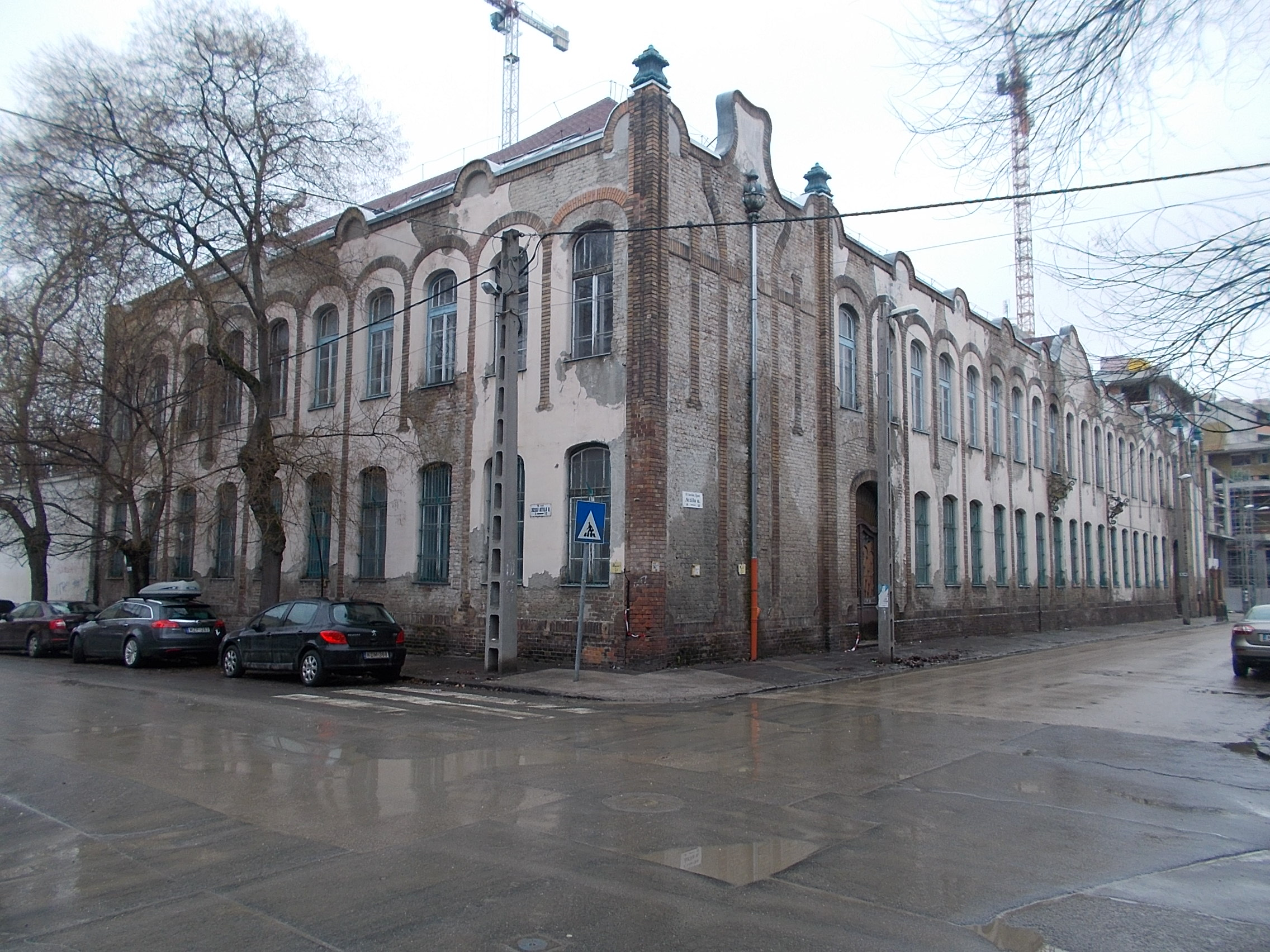
Erzsébet utcai elemi iskola, Budapest
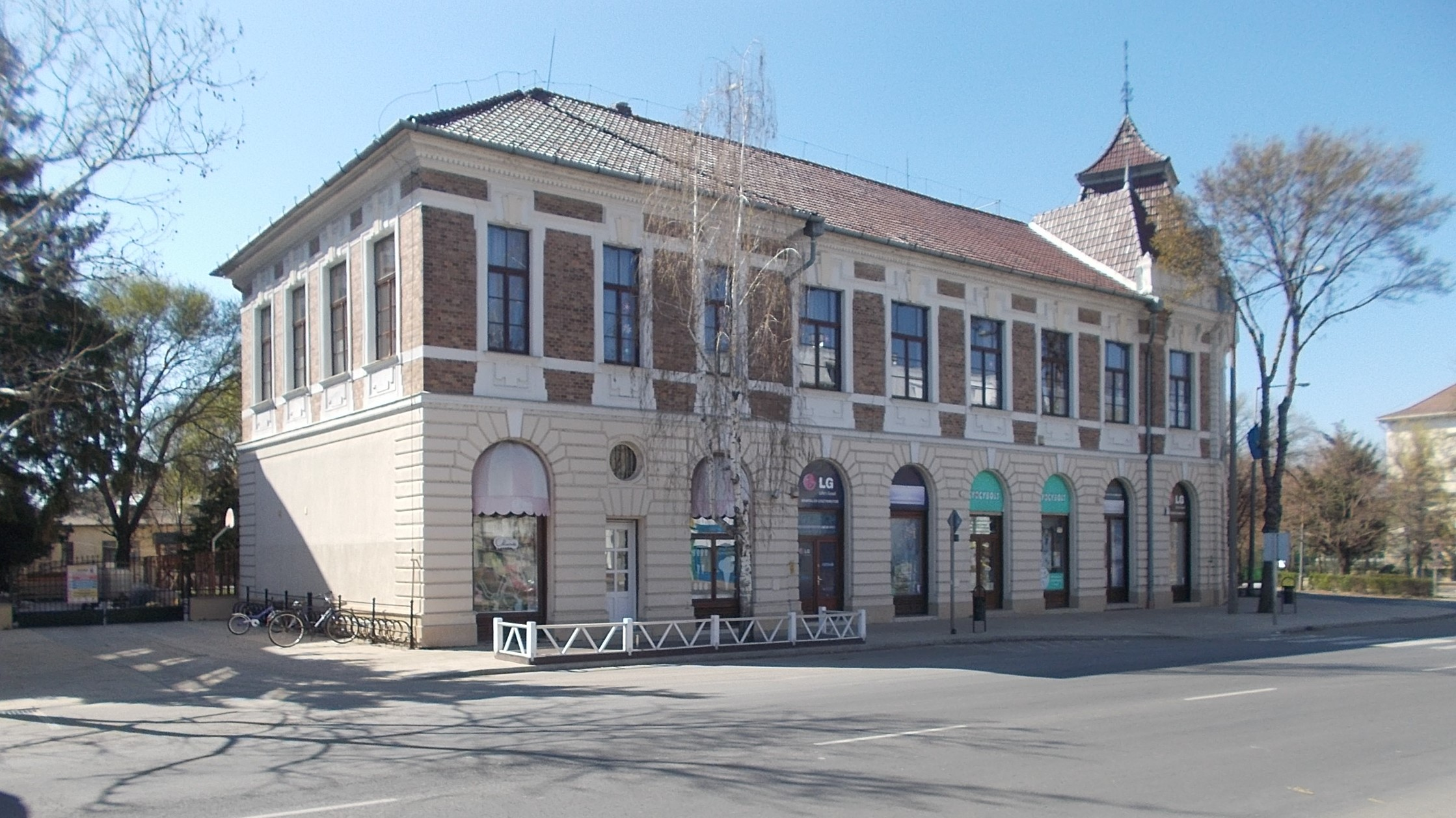
Református Kollégium Általános Iskolája, Mezőtúr
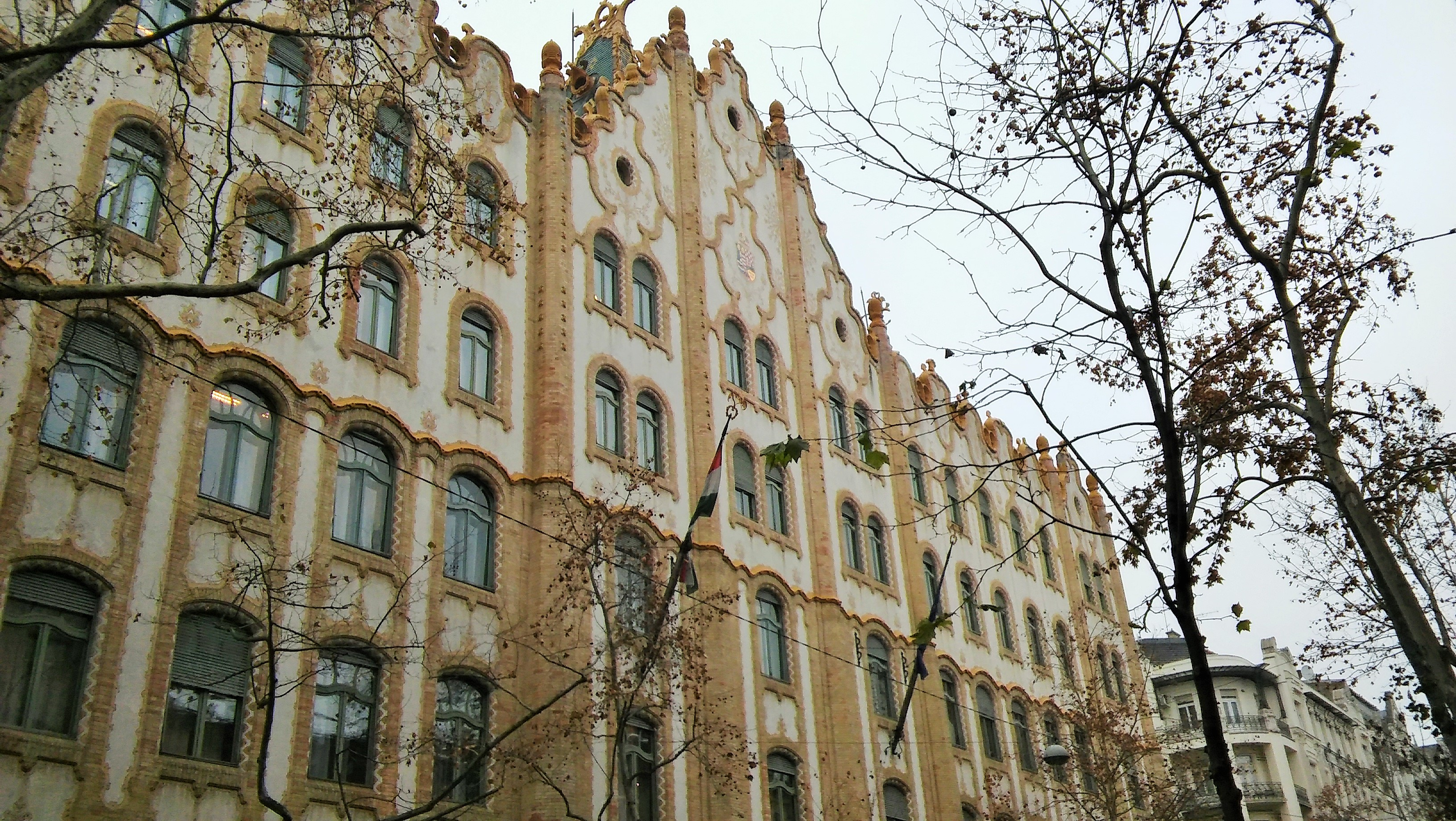
Postatakarékpénztár, Budapest
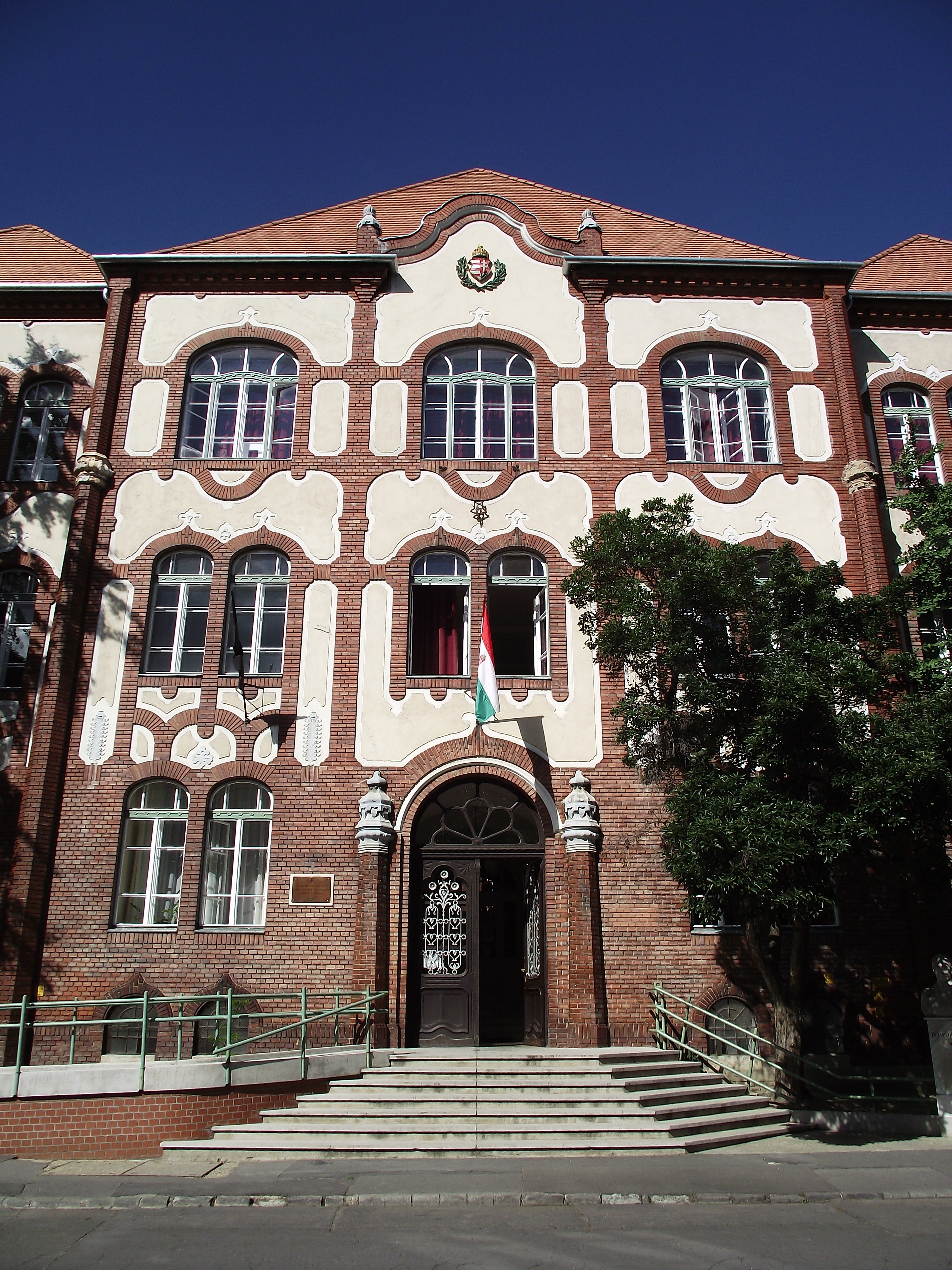
Tömörkény iskola, Szeged
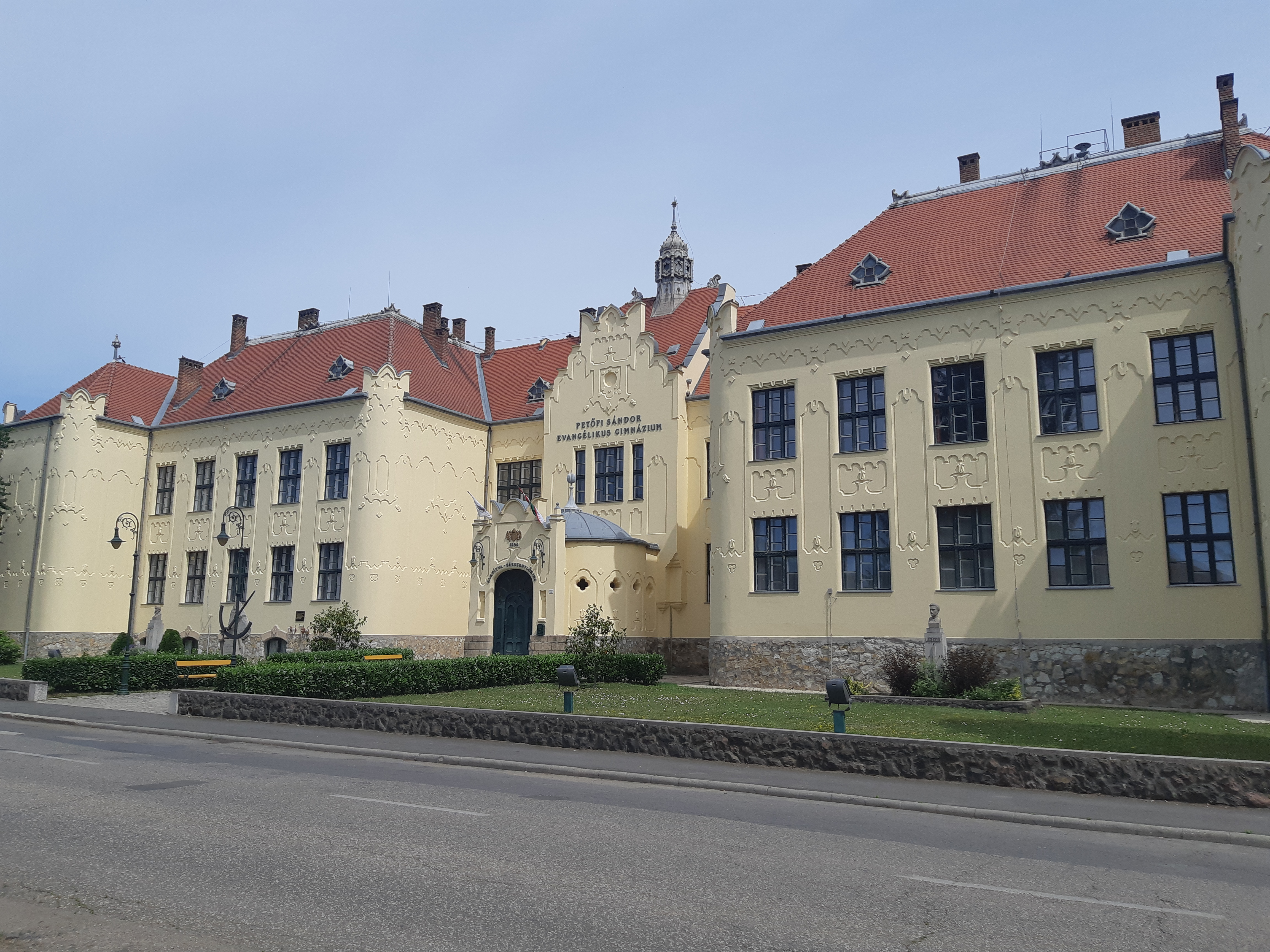
Petőfi Sándor Evangélikus Gimnázium, Bonyhád
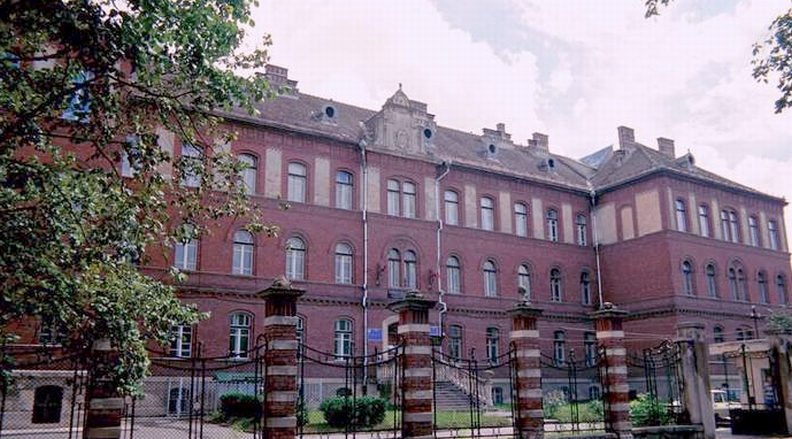
Tanítók Háza, Kolozsvár
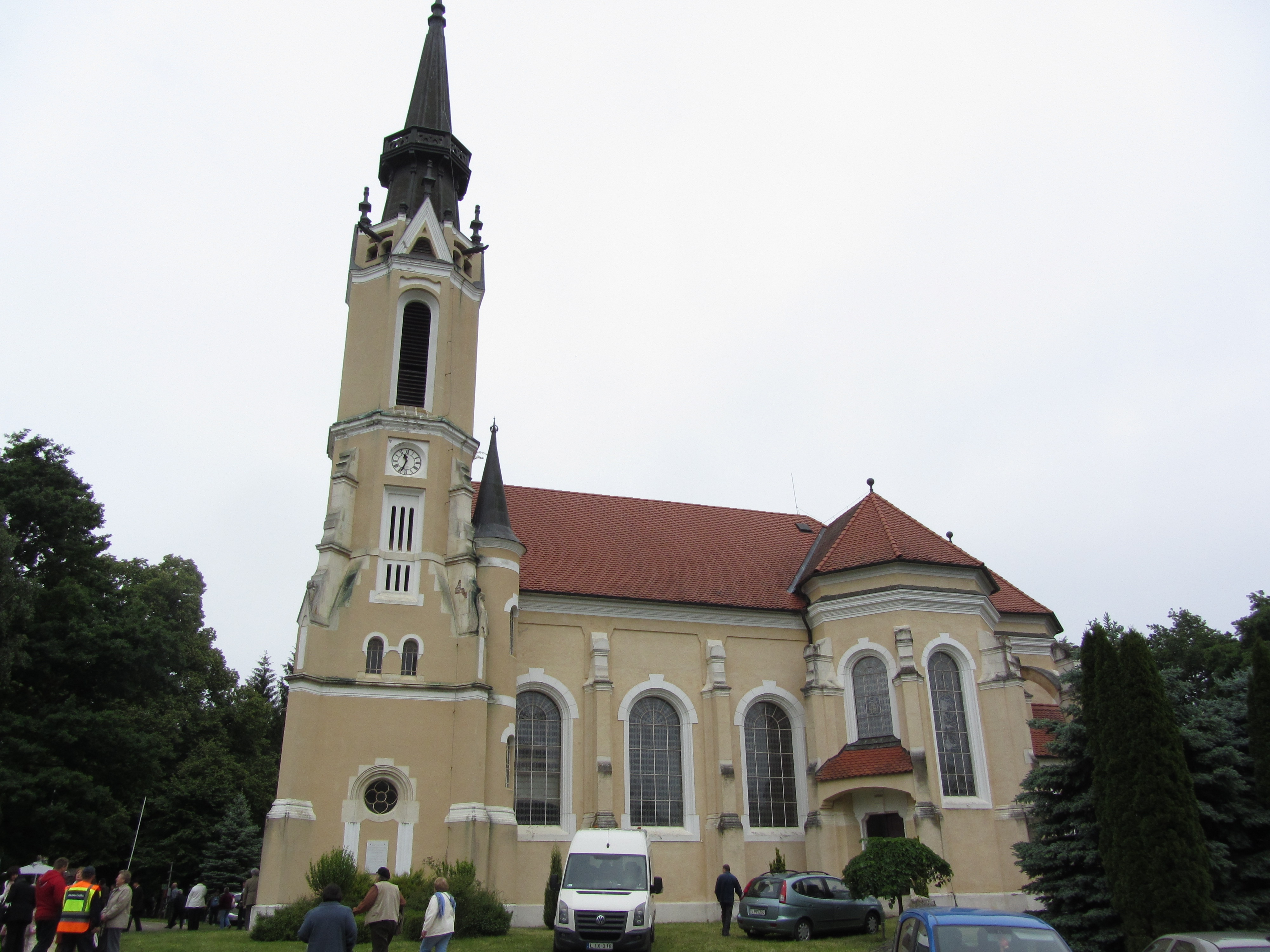
Katolikus templom, Rönök

## Egyéb irodalom
- Gerle János – Kovács Attila – Makovecz Imre: A századforduló magyar építészete. Szépirodalmi Könyvkiadó, Budapest, 1990, ISBN 963-15-4278-5
- Déry Attila: Nemzeti kísérletek építészetünk történetében. Budakeszi, 1995. (az általa tervezett iskolák listájával)
- Szendrei János – Szentiványi Gyula: Magyar képzőművészek lexikona: Magyar és magyarországi vonatkozású művészek életrajzai a XII. századtól napjainkig. I. kötet (Abádi – Günther) Budapest: Közoktatásügyi Minisztérium. 1915.  Több kötet nem jelent meg , 136. o.